# Список депутатів Парламентської асамблеї Ради Європи
Нижче представлено список депутатів Парламентської асамблеї Ради Європи, який складається із 318 представників та 318 заступників. 47 країн є членами Ради Європи і тому беруть участь в роботі парламентської асамблеї (Росію виключено зі складу Парламентської асамблеї Ради Європи через повномасштабне вторгнення на територію України). Країни представляють рівна кількість представників та заступників, кількість яких відповідає населенню країни. Максимальною можливою кількістю депутатів від однієї країни є 36 (18 представників та 18 заступників), а мінімальною 4 (2 представники і 2 заступники). Заступники позначені зірочками.

## Депутати від країн-членів Ради Європи

### Австрія(12 депутатів)
Соціал-демократична партія Австрії (нім. Sozialdemokratische Partei Österreichs)
- Christine Muttonen *
- Stefan Schennach
- Andreas Schieder *
- Gisela Wurm (голова делегації)

Австрійська народна партія (нім. Österreichische Volkspartei)
- Werner Amon (віце-голова делегації)
- Franz Leonhard Essl
- Eduard Köck *
- Angelika Winzig *

Австрійська Партія Свободи (нім. Freiheitliche Partei Österreichs)
- Johannes Hübner
- Barbara Rosenkranz *

Партія Зелених (нім. Die Grünen - Die Grüne Alternative)
- Alev Korun

Нова Австрія (нім. NEOS – Das Neue Österreich)
- Nikolaus Scherak *

### Азербайджан(12 депутатів)
Партія «Новий Азербайджан» (азерб. Yeni Azərbaycan Partiyası)
- Sevinj Fataliyeva *
- Sahiba Gafarova
- Vusal Huseynov *
- Samad Seyidov (голова делегації)

Азербайджанська демократична партія просвіти (азерб. Azərbaycan Demokratik Maarifçilik Partiyası)
- Elshan Musayev *

Партія громадянської єдності (азерб. Vətəndaş Birliyi Partiyasi)
- Sabir Hajiyev

Партія громадянської солідарності (азерб. Vətəndaş Həmrəyliyi Partiyası)
- Rafael Huseynov

Велика правляча партія (азерб. Böyük Qurulus Partiyasi)
- Fazil Mustafa *

Незалежні
- Muslum Mammadov
- Ganira Pashayeva
- Rovshan Rzayev *
- Elkhan Suleymanov *

### Албанія(8 депутатів)
Соціалістична партія Албанії (алб. Partia Socialiste e Shqipërisë)
- Ervin Bushati (голова делегації)
- Klotilda Bushka
- Eduard Shalsi
- Klodiana Spahiu *
- Almira Xhembulla *

Демократична партія Албанії (алб. Partia Demokratike e Shqipërisë)
- Oerd Bylykbashi *
- Tritan Shehu

Соціалістичний рух за інтеграцію (алб. Lëvizja Socialiste për Integrim)
- Petrit Vasili *

### Андорра(4 депутати)
Демократи Андорри (кат. Demòcrates per Andorra)
- Carles Jordana (голова делегації)
- Patrícia Riberaygua *

Соціал-демократична партія (кат. Partit Socialdemòcrata)
- Víctor Naudi Zamora *

Ліберальна партія Андорри (кат. Partit Liberal d’Andorra)
- Judith Pallarés

### Бельгія(14 депутатів)
Новий фламандський альянс (нід. Nieuw-Vlaamse Alliantie)
- Piet Bruyn
- Daphné Dumery (віце-голова делегації)
- Andries Gryffroy *
- Kristien Vaerenbergh *

Християнські демократи і фламандці (нід. Christen-Democratisch en Vlaams)
- Sabine Bethune *
- Stefaan Vercamer

Реформаторський рух (фр. Mouvement Réformateur)
- Olivier Destrebecq
- Damien Thiéry

Відкриті фламандські ліберали і демократи (нід. Open Vlaamse Liberalen en Democraten)
- Hendrik Daems (голова делегації) *
- Sabien Lahaye-Battheu *

Соціалістична партія (фр. Parti Socialiste)
- Philippe Blanchart
- Philippe Mahoux (віце-голова делегації)

Зелені (нід. Groen!)
- Petra Sutter *

Соціалістична партія — інші (нід. Socialistische Partij Anders)
- Dirk Maelen *

### Болгарія(12 депутатів)
Болгарська соціалістична партія (болг. Българска социалистическа партия)
- Петър Витанов *
- Валери Жаблянов (віце-голова делегації)
- Анелия Клисарова *

Громадяни за європейський розвиток Болгарії (болг. Граждани за европейско развитие на България)
- Джема Грозданова (голова делегації)
- Милена Дамянова
- Данаил Кирилов *

Рух за права і свободи (болг. Движение за права и свободи)
- Джейхан Ибрямов *
- Хамид Бари Хамид (віце-голова делегації)

Воля (азерб. Воля)
- Пламен Христов
- Нина Миткова *

Об'єднані патріоти (болг. Обединени патриоти)
- Красимир Богданов (віце-голова делегації)
- Николай Александров *

### Боснія і Герцеговина(10 депутатів)
Партія демократичної дії (босн. Stranka Demokratske Akcije)
- Nermina Kapetanović *
- Senad Šepić (голова делегації)

Хорватська демократична співдружність Боснії і Герцеговини (хорв. Hrvatska demokratska zajednica Bosne i Hercegovine)
- Bariša Čolak *
- Borjana Krišto (віце-голова делегації)

Сербська демократична партія (серб. Српска демократска Странка)
- Darko Babalj *
- Mladen Bosić

Союз незалежних соціал-демократів (серб. Савез независних социјалдемократа)
- Milica Marković

Демократичний фронт ([hr] Помилка: {{Lang}}: недійсний параметр: |3= (допомога), серб. Демократски фронт)
- Željko Komšić *

Соціал-демократична партія Боснії і Герцеговини (босн. Socijaldemokratska partija Bosne i Hercegovine)
- Saša Magazinović *

Союз за краще майбутнє Боснії і Герцеговини (босн. Savez za bolju budućnost Bosne i Hercegovine)
- Damir Arnaut

### Велика Британія(36 депутатів)
Консервативна партія (англ. Conservative Party)
- Richard Balfe *
- David Blencathra *
- David Davies *
- Alexander Dundee
- Margaret Eaton *
- Diana Eccles
- Nigel Evans
- Suella Fernandes *
- Roger Gale (голова делегації)
- Cheryl Gillan
- John Howell
- Ian Liddell-Grainger
- Huw Merriman *
- Mark Pritchard
- Mary Robinson *
- Paul Scully *
- Kelly Tolhurst *
- Mike Wood *

Лейбористська партія (англ. Labour Party)
- Donald Anderson
- Liam Byrne *
- David Crausby
- Geraint Davies
- George Foulkes *
- Doreen Massey *
- Kerry Mccarthy *
- Alan Meale
- Ian Murray *
- John Prescott
- Virendra Sharma
- Angela Smith *
- Phil Wilson *
- Rosie Winterton

Шотландська національна партія (англ. Scottish National Party)
- Tasmina Ahmed-Sheikh
- Alex Salmond

Демократична юніоністська партія (англ. Democratic Unionist Party)
- Jeffrey Donaldson

Незалежні
- David Wilson *

### Вірменія(8 депутатів)
Республіканська партія Вірменії (вірм. Հայաստանի Հանրապետական կուսակցություն)
- Рустам Махмудян *
- Ерміне Нагдалян *
- Арпіне Ованнісян (голова делегації)
- Самвел Фарманян

Процвітаюча Вірменія (вірм. Բարգավաճ Հայաստան կուսակցություն)
- Наїра Зограбян
- Микаєл Мелкумян *

Альянс «Вихід» (вірм. «Ելք» դաշինք)
- Едмон Марукян *

Вірменська революційна федерація Дашнакцутюн (вірм. Հայ Յեղափոխական Դաշնակցութիւն)
- Армен Рустамян

### Греція(14 депутатів)
Коаліція радикальних лівих (грец. Συνασπισμός Ριζοσπαστικής Αριστεράς)
- Athanasia Anagnostopoulou
- Anastasia Christodoulopoulou
- Nina Kasimati
- Ioanneta Kavvadia (голова делегації)
- Georgios Psychogios *

Нова демократія (грец. Νέα Δημοκρατία)
- Theodora Bakoyannis
- Evangelos Meimarakis
- Konstantinos Tzavaras
- Miltiadis Varvitsiotis *

Золотий світанок (грец. Χρυσή Αυγή)
- Panagiotis Iliopoulos *

Незалежні греки (грец. Ανεξάρτητοι Έλληνες)
- Dimitrios Kammenos *

Комуністична партія Греції (грец. Κομμουνιστικό Κόμμα Ελλάδας)
- Liana Kanelli *

Річка (грец. Το Ποτάμι)
- Georgios Mavrotas *

Загальногрецький соціалістичний рух (грец. Πανελλήνιο Σοσιαλιστικό Κίνημα)
- Evangelos Venizelos *

### Грузія(10 депутатів)
Грузинська мрія — Демократична Грузія (груз. ქართული ოცნება-დემოკრატიული საქართველო)
- Eka Beselia *
- Tamar Chugoshvili (голова делегації)
- Nino Goguadze *
- Sofio Katsarava
- Zviad Kvatchantiradze
- Irina Pruidze
- Dimitri Tskitishvili *

Єдиний національний рух (груз. ერთიანი ნაციონალური მოძრაობა)
- David Bakradze
- Giorgi Kandelaki *

Альянс патріотів Грузії (груз. საქართველოს პატრიოტთა ალიანსი)
- Gela Mikadze *

### Данія(10 депутатів)
Данська народна партія (дан. Dansk Folkeparti)
- Tilde Bork
- Martin Henriksen
- Christian Langballe *

Венстре («Ліві») (дан. Venstre)
- Michael Aastrup Jensen (голова делегації)
- Jan E. Jørgensen *

Ліберальний альянс (дан. Liberal Alliance)
- Christina Egelund *

Соціал-демократи (дан. Socialdemokratiet)
- Mogens Jensen

Народне співтовариство (гренл. Inuit Ataqatigiit)
- Aaja Chemnitz Larsen *

Альтернативні (дан. Alternativet)
- Ulla Sandbæk *

Червоно-зелена коаліція (дан. Enhedslisten — de rød-grønne)
- Søren Søndergaard

### Естонія(6 депутатів)
Союз Вітчизни і Res Publica (ест. Erakond Isamaa ja Res Publica Liit)
- Raivo Aeg *

Естонська вільна партія (ест. Eesti Vabaerakond)
- Andres Herkel *

Партія реформ Естонії (ест. Eesti Reformierakond)
- Eerik-Niiles Kross

Консервативна Народна партія Естонії (ест. Eesti Konservatiivne Rahvaerakond)
- Jaak Madison *

Соціал-демократична партія (ест. Sotsiaaldemokraatlik Erakond)
- Marianne Mikko (голова делегації)

Центристська партія (ест. Eesti Keskerakond)
- Andrei Novikov

### Ірландія(8 депутатів)
Фіне Гел (ірл. Fine Gael)
- Colm Brophy *
- Maura Hopkins
- Joseph O'Reilly (голова делегації)

Фіанна Файл («Солдати долі») (ірл. Fianna Fáil)
- Barry Cowen
- Robert Troy *

Шинн Фейн («Самі по собі») (ірл. Sinn Féin)
- Seán Crowe

Незалежні
- Alice-Mary Higgins *
- Rónán Mullen *

### Ісландія(6 депутатів)
Партія незалежності (ісл. Sjálfstæðisflokkurinn)
- Birgir Ármannsson *
- Vilhjálmur Árnason (віце-голова делегації)

Ліво-зелений рух (ісл. Vinstrihreyfingin — grænt framboð)
- Bjarkey Gunnarsdóttir *
- Katrín Jakobsdóttir

Піратська партія (ісл. Píratar)
- Ásta Guðrún Helgadóttir *
- Thorhildur Sunna Ævarsdóttir (голова делегації)

### Іспанія(24 депутати)
Народна партія (ісп. Partido Popular)
- Pedro Agramunt (голова делегації)
- José Manuel Barreiro
- Xavier García Albiol
- José Ramón García Hernández (віце-голова делегації)
- Belén Hoyo *
- Juan José Matarí
- Iñaki Oyarzábal *
- Jordi Roca *
- María Mercedes Roldós *
- Ovidio Sánchez *
- María Concepción Santa Ana

Іспанська соціалістична робітнича партія (ісп. Partido Socialista Obrero Español)
- José Cepeda
- Antonio Gutiérrez
- Pilar Lucio *
- María del Mar Moreno *
- Soraya Rodríguez Ramos
- Felipe Sicilia *

Подемос («Ми можемо») (ісп. Podemos)
- Ángela Ballester
- Pablo Bustinduy *
- Miren Edurne Gorrotxategui *

Громадяни — Громадянська партія (ісп. Ciudadanos – Partido de la Ciudadanía)
- Fernando Maura *
- Melisa Rodríguez Hernández

Демократична конвергенція Каталонії (ісп. Convergència Democràtica de Catalunya)
- Jordi Xuclà *

Баскійська націоналістична партія (баск. Euzko Alderdi Jeltzalea, ісп. Partido Nacionalista Vasco)
- Jokin Bildarratz

### Італія(36 депутатів)
Демократична партія (італ. Partito Democratico)
- Ferdinando Aiello *
- Anna Ascani *
- Maria Teresa Bertuzzi
- Tamara Blazina *
- Khalid Chaouki *
- Vannino Chiti
- Eleonora Cimbro *
- Paolo Corsini
- Carlo Lucherini *
- Michele Nicoletti (голова делегації)
- Laura Puppato *
- Lia Quartapelle Procopio
- Andrea Rigoni
- Francesco Verducci *
- Sandra Zampa

Народ свободи (італ. Popolo della Libertà)
- Deborah Bergamini
- Anna Maria Bernini
- Elena Centemero
- Luca D'Alessandro *
- Claudio Fazzone *
- Giuseppe Galati *
- Francesco Maria Giro (віце-голова делегації)

Рух п'яти зірок (італ. Movimento 5 Stelle)
- Nunzia Catalfo
- Manlio Di Stefano
- Vincenzo Santangelo (віце-голова делегації)
- Maria Edera Spadoni *

Громадянський вибір (італ. Scelta Civica)
- Francesco Maria Amoruso *
- Adriana Galgano *
- Adele Gambaro

Ліга Півночі (італ. Lega Nord)
- Sergio Divina

Ліві екологія свобода (італ. Sinistra Ecologia Libertà)
- Florian Kronbichler

За автономію (італ. Per le Autonomie)
- Luis Alberto Orellana *

Солідарна демократія - демократичний центр (італ. Democrazia Solidale - Centro Democratico)
- Milena Santerini

Незалежні
- Massimo Cervellini *
- Cristina De Pietro *
- Emanuela Munerato *

### Кіпр(6 депутатів)
Демократичне об'єднання (грец. Δημοκρατικός Συναγερμός)
- Stella Kyriakides (голова делегації, голова парламентської асамблеї)

Демократичний соціальний рух (грец. Δημοκρατικό Κοινωνικό Κίνημα)
- Constantinos Efstathiou *

Демократична партія (грец. Δημοκρατικό Κόμμα)
- Christiana Erotokritou *

Прогресивна партія трудового народу (грец. Ανορθωτικό Κόμμα Εργαζόμενου Λαού)
- George Loucaides

2 вакантні місця

### Латвія(6 депутатів)
Союз зелених і селян (латис. Zaļo un Zemnieku savienīb)
- Andris Bērzinš (віце-голова делегації)

Центр злагоди (латис. Saskaņas Centrs)
- Boriss Cilevičs *

Об'єднання регіонів Латвії (латис. Latvijas Reģionu apvienība)
- Nellija Kleinberga *

Національна асоціація "Все для Латвії!" - "Вітчизні і свободі/ДННЛ" (латис. Nacionālā apvienība "Visu Latvijai!"-"Tēvzemei un Brīvībai/LNNK")
- Inese Laizāne

Єдність (латис. Vienotība)
- Inese Lībiņa-Egnere (голова делегації)

Від серця - Латвії (латис. No sirds Latvijai)
- Romāns Mežeckis *

### Литва(8 депутатів)
Литовське об'єднання селян та зелених (лит. Lietuvos valstiečių ir žaliųjų sąjunga)
- Virgilijus Poderys *
- Dovilė Šakalienėn
- Egidijus Vareikis (віце-голова делегації)

Союз Вітчизни — Литовські християнські демократи (лит. Tėvynės sąjunga-Lietuvos krikščionys demokratai)
- Kęstutis Masiulis *
- Emanuelis Zingeris

Соціал-демократична партія Литви (лит. Lietuvos socialdemokratų partija)
- Algirdas Butkevičius (голова делегації)

Ліберальний рух Литовської Республіки (лит. Lietuvos Respublikos liberalų sąjūdis)
- Simonas Gentvilas *

Виборча акція поляків Литви (лит. Lietuvos lenkų rinkimų akcija, пол. Akcja Wyborcza Polaków na Litwie – Związek Chrześcijańskich Rodzin)
- Rita Tamašunienė *

### Ліхтенштейн(4 депутати)
Патріотичний союз (нім. Vaterländische Union)
- Günter Vogt *
- Christoph Wenaweser

Прогресивна громадянська партія Ліхтенштейну (нім. Fortschrittliche Bürgerpartei in Liechtenstein)
- Susanne Eberle-Strub (голова делегації)
- Daniel Seger *

### Люксембург(6 депутатів)
Християнсько-соціальна народна партія (фр. Parti chrétien social luxembourgeois)
- Françoise Hetto-Gaasch
- Martine Mergen *
- Serge Wilmes *

Зелені (Люксембург) (люксемб. Déi Gréng, фр. Les Verts)
- Claude Adam *

Демократична партія (фр. Parti démocratique)
- Anne Brasseur (голова делегації)

Люксембурзька соціалістична робітнича партія (фр. Parti ouvrier socialiste luxembourgeois)
- Yves Cruchten

### Північна Македонія(6 депутатів)
Соціал-демократичний союз Македонії (мак. Социјалдемократски сојуз на Македонија)
- Стефан Богоев *
- Фросина Ташевска-Ременски (голова делегації)

Внутрішня македонська революційна організація — Демократична партія македонської національної єдності (мак. Внатрешна Македонска Револуционерна Организација — Демократска Партија за Македонско Национално Единство)
- Никола Попоски

3 вакантні місця

### Мальта(6 депутатів)
Лейбористська партія (мальт. Partit Laburista)
- Rosianne Cutajar
- Etienne Grech *
- Emanuel Mallia (голова делегації)
- Stefan Zrinzo Azzopardi *

Націоналістична партія (мальт. Partit Nazzjonalista)
- Jason Azzopardi *
- David Stellini

### Молдова(10 депутатів)
Демократична партія Молдови (рум. Partidul Democrat din Moldova)
- Valentina Buliga
- Marian Lupu (голова делегації) *

Партія комуністів Республіки Молдова (рум. Partidul Comuniştilor din Republica Moldova)
- Maria Postoico *
- Vladimir Voronin

Ліберальна партія Молдови (рум. Partidul Liberal din Moldova)
- Mihai Ghimpu
- Alina Zotea *

Ліберально-демократична партія Молдови (рум. Partidul Liberal Democrat din Moldova)
- Tudor Deliu *

Соціалістична партія Молдови (рум. Partidul Socialist din Moldova)
- Vlad Batrincea

Незалежні
- Valeriu Ghiletchi

1 вакантне місце

### Монако(4 депутати)
Горизонт Монако (фр. Horizon Monaco)
- Jean-Charles Allavena (голова делегації)
- Béatrice Fresko-Rolfo

Відродження (фр. Renaissance)
- Éric Elena *

Союз за Монако (фр. Union pour Monaco)
- Bernard Pasquier *

### Нідерланди(14 депутатів)
Народна партія за свободу і демократію (нід. Volkspartij voor Vrijheid en Democratie)
- Reina Bruijn-Wezeman *
- Sven Koopmans *
- Anne Mulder
- Mart Ven (голова делегації)

Демократи 66 (нід. Democraten 66)
- Petra Stienen
- Stientje Veldhoven *

Партія свободи (нід. Partij voor de Vrijheid)
- Vicky Maeijer
- Gommarus Strien *

Соціалістична партія (нід. Socialistische Partij)
- Tiny Kox
- Henk Overbeek *

Християнсько-демократичний заклик (нід. Christen Democratisch Appèl)
- Pieter Omtzigt *
- Ria Oomen-Ruijten (віце-голова делегації)

Зелені ліві (нід. GroenLinks)
- Tineke Strik

1 вакантне місце

### Німеччина(36 депутатів)
Християнсько-демократичний союз/Християнсько-соціальний союз (нім. Christlich Demokratische Union/Christlich-Soziale Union)
- Sybille Benning *
- Bernd Fabritius *
- Thomas Feist *
- Axel Fischer (голова делегації)
- Herlind Gundelach *
- Jürgen Hardt *
- Michael Hennrich
- Anette Hübinger
- Franz Josef Jung *
- Julia Obermeier
- Kerstin Radomski
- Bernd Siebert
- Karin Strenz
- Volker Ullrich *
- Volkmar Vogel *
- Johann Wadephul *
- Karl-Georg Wellmann
- Tobias Zech

Соціал-демократична партія Німеччини (нім. Sozialdemokratische Partei Deutschlands)
- Doris Barnett
- Elvira Drobinski-Weiss
- Ute Finckh-Krämer
- Gabriela Heinrich
- Josip Juratovic *
- Rolf Mützenich *
- Mechthild Rawert *
- Axel Schäfer *
- Frank Schwabe (віце-голова делегації)
- Christoph Strässer *

Ліві (нім. Die Linke)
- Annette Groth *
- Andrej Hunko
- Harald Petzold *
- Katrin Werner

Союз 90/Зелені (нім. Bündnis 90/Die Grünen)
- Luise Amtsberg
- Annalena Baerbock *
- Marieluise Beck
- Frithjof Schmidt *

### Норвегія(10 депутатів)
Хейре («Праві») (норв. Høyre)
- Frank J. Jenssen
- Kristin Ørmen Johnsen *
- Ingjerd Schou (голова делегації)

Норвезька робітнича партія (норв. Arbeiderpartiet)
- Lise Christoffersen (віце-голова делегації)
- Tore Hagebakken *
- Kåre Simensen *

Партія прогресу (норв. Fremskrittspartiet)
- Ingebjørg Godskesen *
- Morten Wold

Християнсько-демократична партія (норв. Kristelig Folkeparti)
- Hans Fredrik Grøvan *

Соціалістична ліва партія (норв. Sosialistisk Venstreparti)
- Snorre Serigstad Valen

### Польща(24 депутати)
Право і справедливість (пол. Prawo i Sprawiedliwość)
- Iwona Arent
- Marek Ast *
- Włodzimierz Bernacki (голова делегації)
- Margareta Budner
- Grzegorz Czelej *
- Grzegorz Janik *
- Józef Leśniak *
- Daniel Milewski
- Arkadiusz Mularczyk
- Jarosław Obremski *
- Jacek Osuch *
- Dominik Tarczyński
- Andrzej Wojtyła

Громадянська платформа (пол. Platforma Obywatelska)
- Tomasz Cimoszewicz *
- Andrzej Halicki (віце-голова делегації)
- Bogdan Klich
- Magdalena Kochan *
- Killion Munyama *
- Aleksander Pociej *
- Agnieszka Pomaska

Kukiz'15
- Barbara Chrobak *
- Jacek Wilk

Новочесна (пол. Nowoczesna)
- Krzysztof Truskolaski

Польська селянська партія (пол. Polskie Stronnictwo Ludowe)
- Andżelika Możdźanowska *

### Португалія(14 депутатів)
Соціал-демократична партія (порт. Partido Social Democrata)
- Sérgio Azevedo *
- Regina Bastos *
- Carlos Alberto Gonçalves
- Luís Leite Ramos
- Duarte Marques
- Adão Silva (віце-голова делегації)

Соціалістична партія (порт. Partido Socialista)
- Edite Estrela *
- Jamila Madeira *
- Ana Catarina Mendes (голова делегації)
- Paulo Pisco
- Helena Roseta
- Idália Serrão *

Комуністична партія Португалії (порт. Partido Comunista Português)
- António Filipe *

Соціал-демократичний центр — Народна партія (порт. Centro Democrático Social – Partido Popular)
- Telmo Correia *

### Росія(26 депутатів)
Росію тимчасово виключено зі складу Парламентської асамблеї Ради Європи через окупацію Криму

### Румунія(20 депутатів)
Соціал-демократична партія (рум. Partidul Social Democrat)
- Tit-Liviu Brăiloiu
- Titus Corlăţean (голова делегації)
- Cristian-Sorin Dumitrescu *
- Andrei Nicolae *
- Liviu Ioan Adrian Pleșoianu
- Gheorghe-Dinu Socotar *
- Corneliu Ștefan
- Adriana Diana Tușa

Національна ліберальна партія (рум. Partidul Naţional Liberal)
- Corneliu Mugurel Cozmanciuc *
- Alina Ștefania Gorghiu
- Ion Popa *
- Ionuț-Marian Stroe

Демократичний союз угорців Румунії (угор. Romániai Magyar Demokrata Szövetség, рум. Uniunea Democrată Maghiară din România)
- Erika Benkő *
- Attila Korodi

Союз порятунку Румунії (рум. Uniunea Salvați România)
- Oana-Mioara Bîzgan-Gayral *
- Cristina-Mădălina Prună

Демократична ліберальна партія (рум. Partidul Democrat-Liberal)
- Viorel Riceard Badea *
- Cezar Florin Preda

Партія народного руху (рум. Partidul Mișcarea Populară)
- Ionuț Simionca *

1 вакантне місце

### Сан-Марино(4 депутати)
Об'єднані ліві (італ. Sinistra Unita)
- Vanessa D'Ambrosio (голова делегації)

Сан-Маринська християнсько-демократична партія (італ. Partito Democratico Cristiano Sammarinese)
- Marco Gatti

Рух R.E.T.E. (італ. Rinnovamento, Equità, Transparenza, Ecosostenibilità Movimento Civico)
- Marco Nicolini *

Майбутня республіка (італ. Repubblica Futura)
- Roger Zavoli *

### Сербія(14 депутатів)
Сербська прогресивна партія (серб. Srpska napredna stranka)
- Marko Blagojević *
- Aleksandar Marković *
- Marija Obradović (в.о. голови делегації)
- Jasmina Obradović *
- Biljana Pantić Pilja

Рух «Досить» (серб. Udruženje „Dosta je bilo”)
- Aleksandar Stevanović
- Ana Stevanović *

Сербська радикальна партія (серб. Srpska radikalna stranka)
- Milovan Bojić
- Miljan Damjanović *

Соціалістична партія Сербії (серб. Socijalistička partija Srbije)
- Stefana Miladinović *
- Žarko Obradović

Союз угорців Воєводини (серб. Savez vojvođanskih Mađara, угор. Vajdasági Magyar Szövetség)
- Elvira Kovács

Нова Сербія (серб. Nova Srbija)
- Dubravka Filipovski *

1 вакантне місце

### Словаччина(10 депутатів)
Звичайні люди (словац. Obyčajní Ľudia)
- Ján Marosz
- Veronika Remišová *

Курс — соціальна демократія (словац. SMER-Sociálna demokracia)
- Pavol Goga *
- Róbert Madej (голова делегації)

 Міст (словац. Most, угор. Híd)
- Peter Kresák
- Edita Pfundtner *

 Свобода та солідарність (словац. Sloboda a Solidarita)
- Renáta Kaščáková
- Martin Poliačik *

 Словацька національна партія (словац. Slovenská národná strana)
- Radovan Baláž *
- Jaroslav Paška

### Словенія(6 депутатів)
Сучасна центристська партія (словен. Stranka modernega centra)
- Aleksander Kavčič *
- Ksenija Korenjak Kramar (голова делегації)

Словенська демократична партія (словен. Stranka modernega centra)
- Anže Logar *
- Andrej Šircelj

Об'єднані ліві (словен. Združena levica)
- Matjaž Hanžek *

Соціал-демократи (словен. Socialni demokrati)
- Jan Škoberne

### Туреччина(36 депутатів)
Партія справедливості та розвитку (тур. Adalet ve Kalkınma Partisi)
- Yasin Aktay *
- Mehmet Babaoğlu
- Osman Aşkın Bak *
- Vedat Bilgin *
- Lütfiye İlksen Ceritoğlu Kurt *
- Ahmet Berat Çonkar *
- Şaban Dişli
- Markar Eseyan
- Salih Firat *
- Mehmet Kasım Gülpinar *
- Emine Nur Günay
- Erkan Kandemir
- Burhan Kayatürk *
- Talip Küçükcan (голова делегації)
- Orhan Miroğlu
- Suat Önal
- Taha Özhan *
- Leyla Şahin Usta
- Cemalettin Kani Torun
- Şirin Ünal *
- Burhanettin Uysal *
- Serap Yaşar

Республіканська народна партія (тур. Cumhuriyet Halk Partisi)
- Metin Lütfi Baydar *
- Deniz Baykal
- Gülsün Bilgehan
- İlhan Kesici
- Haluk Koç
- Faik Öztrak *
- Şafak Pavey *
- Bihlun Tamayligil *

Народно-демократична партія (тур. Halkların Demokratik Partisi)
- Filiz Kerestecioğlu Demir
- Ertuğrul Kürkçü
- Hişyar Özsoy *
- Feleknas Uca *

Партія націоналістичного руху (тур. Milliyetçi Hareket Partisi)
- Mehmet Günal *
- Zühal Topcu

### Угорщина(14 депутатів)
Фідес — Угорський громадянський союз (угор. Fidesz-Magyar Polgári Szövetség-Keresztény Demokrata Néppárt)
- Mónika Bartos *
- Zsolt Csenger-Zalán
- Katalin Csöbör
- Gergely Gulyás
- Jenő Manninger *
- Zsolt Németh (голова делегації)
- Attila Tilki *

Християнсько-демократична народна партія (угор. Kereszténydemokrata Néppárt)
- Rózsa Hoffmann *
- István Hollik *
- Imre Vejkey

Угорська соціалістична партія (чеськ. Magyar Szocialista Párt)
- Gábor Harangozó *
- Attila Mesterházy (віце-голова делегації)

Йоббік («Рух за кращу Угорщину») (угор. Jobbik Magyarországért Mozgalom)
- Márton Gyöngyösi

Політика може бути іншою (угор. Lehet Más A Politika)
- Márta Demeter *

### Україна(24 депутати)
Європейська Солідарність
- Володимир Ар'єв (голова делегації)
- Ірина Геращенко
- Владислав Голуб *
- Олексій Гончаренко
- Мустафа Джемілєв
- Марія Іонова *
- Андрій Лопушанський *
- Костянтин Усов *

Народний фронт
- Ігор Гузь *
- Леонід Ємець
- Георгій Логвинський (віце-голова делегації)
- Павло Унгурян *

Всеукраїнське об'єднання «Батьківщина»
- Сергій Власенко *
- Сергій Соболєв (віце-голова делегації)

Опозиційний блок
- Юлія Льовочкіна (перший віце-голова делегації)
- Вадим Новинський *

Радикальна партія Олега Ляшка
- Олег Ляшко
- Віктор Вовк *

Самопоміч
- Сергій Кіраль *
- Олена Сотник

Партія відродження
- Олександр Біловол *

Воля народу
- Сергій Лабазюк

Незалежні
- Борислав Береза

1 вакантне місце

### Фінляндія(10 депутатів)
Фінляндський центр (фін. Suomen Keskusta)
- Sirkka-Liisa Anttila
- Petri Honkonen *
- Anne Kalmari

Національна коаліція (фін. Kansallinen Kokoomus)
- Яана Маарит Пелконен
- Sinuhe Wallinheimo *

Соціал-демократична партія Фінляндії (фін. Suomen Sosialidemokraattinen Puolue, швед. Finlands Socialdemokratiska Parti)
- Maria Guzenina (голова делегації)
- Susanna Huovinen *

Сині реформи (фін. Sininen tulevaisuus, швед. Blå framtiden)
- Anne Louhelainen *

Істинні фіни (фін. Perussuomalaiset)
- Tom Packalén

Зелений союз (фін. Vihreä liitto)
- Olli-Poika Parviainen *

### Франція(36 депутатів)
Вперед, республіко! (фр. La République en marche!)
- Pieyre-Alexandre Anglade *
- Bertrand Bouyx *
- Yves Daniel *
- Jennifer De Temmerman (віце-голова делегації)
- Coralie Dubost *
- Albane Gaillot
- Fabien Gouttefarde
- Alexandra Louis
- Jacques Maire
- Isabelle Rauch *
- Bertrand Sorre (віце-голова делегації)
- Adrien Taquet *
- Nicole Trisse (голова делегації)
- Marie-Christine Verdier-Jouclas *

Республіканці (фр. Les Républicains)
- Damien Abad
- Marie-Christine Dalloz (віце-голова делегації)
- Nicole Duranton
- Bernard Fournier
- François Grosdidier
- Guy-Dominique Kennel *
- Jacques Legendre (віце-голова делегації) *
- Bérengère Poletti *
- André Reichardt *
- Frédéric Reiss *

Соціалістична партія (фр. Parti socialiste)
- Jacques Bigot *
- Maryvonne Blondin
- Josette Durrieu (перший віце-голова делегації)
- Marie-Françoise Perol-Dumont *

Демократичний рух та пов'язані групи (фр. Groupe du Mouvement démocrate et apparentés)
- Bruno Fuchs *
- Sylvain Waserman (віце-голова делегації)

Конструктивісти (фр. Groupe Les Constructifs : républicains, UDI, indépendants)
- Sophie Auconie *
- Olivier Becht (віце-голова делегації)

Нові ліві (фр. Groupe Nouvelle Gauche)
- Marietta Karamanli *
- Jérôme Lambert (віце-голова делегації)

Союз демократів та незалежних (фр. Union des Démocrates et Indépendants)
- Sylvie Goy-Chavent
- Yves Pozzo Di Borgo *

### Хорватія(10 депутатів)
Хорватська демократична співдружність (хорв. Hrvatska demokratska zajednica)
- Marijana Balić
- Anton Kliman *
- Domagoj Ivan Milošević *
- Sanja Putica (голова делегації)
- Davor Ivo Stier

Соціал-демократична партія Хорватії (хорв. Socijaldemokratska partija Hrvatske)
- Sabina Glasovac *
- Domagoj Hajduković
- Gordan Maras *
- Mihael Zmajlović *

Хорватська народна партія — ліберал-демократи (хорв. Hrvatska narodna stranka - liberalni demokrati)
- Goran Beus Richembergh

### Чехія(14 депутатів)
Чеська соціал-демократична партія (чеськ. Česká strana sociálně demokratická)
- Miroslav Antl *
- Pavel Holík *
- Miroslav Nenutil
- Dana Váhalová (голова делегації)

Так 2011 (чеськ. Ano 2014) та Мери і незалежні (чеськ. Starostové a nezávislí)
- Luděk Jeništa
- Rom Kostřica
- Gabriela Pecková *

Рух незадоволених громадян 2011 (чеськ. Akce nespokojených občanů 2011)
- Ivana Dobešová *
- Zdeňka Hamousová *

Громадянська демократична партія (чеськ. Občanská demokratická strana)
- Miroslava Němcová *

 Комуністична партія Чехії і Моравії (чеськ. Komunistická strana Čech a Moravy)
- Soňa Marková

Світанок - Національна коаліція (чеськ. Úsvit - Národní koalice)
- Marek Černoch *

Християнсько-демократичний союз — Чехословацька народна партія (чеськ. Křesťanská a demokratická unie - Československá strana lidová)
- Ondřej Benešik

Незалежні
- Kristýna Zelienková

### Швейцарія(12 депутатів)
Швейцарська народна партія (нім. Schweizerische Volkspartei, фр. Union democratique du centre, італ. Unione Democratica di Centro)
- Roland Rino Büchel *
- Hannes Germann *
- Jean-Pierre Grin *
- Alfred Heer (голова делегації)
- Thomas Müller

 Соціалістична партія Швейцарії (нім. Sozialdemokratische Partei der Schweiz, фр. Parti socialiste suisse, італ. Partito Socialista Svizzero)
- Pierre-Alain Fridez
- Manuel Tornare *
- Liliane Maury Pasquier

Вільна демократична партія. Ліберали (нім. FDP.Die Liberalen, фр. PLR.Les Libéraux-Radicaux, італ. PLR.I Liberali)
- Raphaël Comte *
- Doris Fiala

 Християнсько-демократична народна партія (нім. Christlich Demokratische Volkspartei, фр. Parti Démocrate-Chrétien, італ. Partito Popolare Democratico)
- Filippo Lombardi (віце-голова делегації)
- Elisabeth Schneider-Schneiter *

### Швеція(12 депутатів)
Соціал-демократична партія (швед. Arbetarepartiet - Socialdemokraterna)
- Jonas Gunnarsson (голова делегації)
- Eva-Lena Jansson *
- Niklas Karlsson
- Carina Ohlsson
- Azadeh Rojhan Gustafsson *

Помірна коаліційна партія (швед. Moderaterna)
- Boriana Åberg
- Tobias Billström
- Annicka Engblom *

Шведські демократи (швед. Sverigedemokraterna)
- Johan Nissinen
- Markus Wiechel *

Ліва партія (швед. Vänsterpartiet)
- Lotta Johnsson Fornarve

Партія Центру (швед. Centerpartiet)
- Kerstin Lundgren *

### Чорногорія(6 депутатів)
Демократична партія соціалістів Чорногорії (чорн. Demokratska partija socijalista Crne Gore)
- Marija Maja Ćatović
- Predrag Sekulić (голова делегації)
- Sanja Vlahović *

Боснійська партія (босн. Bošnjačka stranka, чорн. Бошњачка странка)
- Ervin Ibrahimović *

2 вакантні місця

## Делегати від країн-спостерігачів

### Ізраїль(6 делегатів)
Кулану («Усі ми») (івр. כולנו‎)
- Elie Elalouf *
- Tali Ploskov

Сіоністський табір (івр. המחנה הציוני‎‏‎‏‎)
- Yoel Hasson
- Nachman Shai *

Єш Атід («Є майбутнє») (івр. יֵש עָתִיד‎)
- Aliza Lavie (голова делегації)

Наш дім Ізраїль (івр. ישראל ביתנו)
- Oded Forer *

### Канада(12 делегатів)
Ліберальна партія Канади (англ. Liberal Party of Canada, фр. Parti libéral du Canada)
- Percy Downe
- Elizabeth Hubley *
- Jennifer O'Connell
- John Oliver *
- Scott Simms (голова делегації)
- Nick Whalen *

Консервативна партія Канади (англ. Conservative Party of Canada, фр. Parti conservateur du Canada)
- Dean Allison *
- Rachael Harder *
- Ghislain Maltais
- David Tilson
- David M. Wells *

Нова демократична партія Канади (англ. New Democratic Party of Canada, фр. Nouveau Parti démocratique du Canada)
- Don Davies

### Мексика(12 делегатів)
Інституційно-революційна партія (ісп. Partido Revolucionario Institucional)
- Manuel Cavazos Lerma *
- Ernesto Gándara Camou (голова делегації)
- Diva Hadamira Gastélum Bajo
- Mercedes del Carmen Guillén Vicente
- Armando Luna Canales *
- Miguel Romo Medina *

Партія національної дії (ісп. Partido Acción Nacional)
- Marko Antonio Cortés Mendoza *
- Héctor Larios Córdova
- Ulises Ramírez Núñez
- José de Jesús Santana García *

Партія демократичної революції (ісп. Partido de la Revolución Democrática‎‏‎‏‎)
- Luis Miguel Barbosa Huerta
- María de los Dolores Padierna Luna *

## Делегати від країн-партнерів з демократії

### Йорданія(6 делегатів)
- Khaled Albakkar (голова делегації)
- Reem Abu Dalbouh
- Marram Alheisah *
- Nassar Alqaisi *
- Ibrahim Alquran
- Kais Zayadin *

### Киргизстан(6 делегатів)
Киргизстан
- Алмазбек Ергешов *

Ата-Мекен («Батьківщина»)
- Сайдулла Нишанов

Республіка-Ата Журт
- Алтинай Омурбекова (голова делегації)

Бір Бол
- Ісхак Пірматов *

Соціал-демократична партія Киргизстану (кирг. Кыргызстандын социал-демократиялык партиясы)
- Ельвіра Сурабалдієва

Онугуу-Прогресс (кирг. Өнүгүү-Прогресс)
- Абдумажит Юсуров *

### Марокко(12 делегатів)
Партія автентичності та сучасності (араб. حزب الأصالة والمعاصرة‎‎, бербер. Akabar en Yinetti ed Tatrara)
- Abdelaziz Benazzouz
- Aziza Chagaf
- Fatima Ezzahara El Mansouri *

Партія справедливості і розвитку (араб. حزب العدالة والتنمية‎)
- Abdellah Bouanou
- Abouzaid El Mokrie El Idrissi *
- Abdelali Hamidine *

Істикляланська група єдності та рівноправності
- Allal Amraoui
- Abdesselam Lebbar

Харакі
- Mohamed Moubdi *

Народний рух (араб. الحركة الشعبية‎‎‎‎, бербер. Amussu Aɣerfan)
- El Mehdi Atmoun *

Партія прогресу та соціалізму (араб. حزب التقدم والاشتراكية)
- Aicha Lablak

Демократичне конституційне об'єднання
- Hassan El Filali *

### Палестина(6 делегатів)
Рух за національне визволення Палестини (араб. حركة التحرير الوطني الفلسطيني)
- Mohammedfaisal Abushahla
- Azzam Al-Ahmad *
- Sahar Alqawasmi
- Bernard Sabella (голова делегації)

Демократичний фронт звільнення Палестини (араб. الجبهة الديموقراطية لتحرير فلسطين)
- Qais Khader *

Народний фронт визволення Палестини (араб. الجبهة الشعبية لتحرير فلسطين)
- Khalida Jarrar *